# Mercer Township (Iowa)
Mercer Township est un township, du comté de Adams en Iowa, aux États-Unis,.

## Source de la traduction
- (en) Cet article est partiellement ou en totalité issu de l’article de Wikipédia en anglais intitulé « Mercer Township, Adams County, Iowa » (voir la liste des auteurs).